# Peter Drummond (officier)
Pour les articles homonymes, voir Peter Drummond et Drummond.
Peter Roy Maxwell Drummond, né le 2 juin 1894 à Perth et mort le 27 mars 1945 aux Açores, est un officier supérieur et as de l'aviation australien, ayant fait carrière dans la Royal Air Force (RAF). Engagé en tant que soldat pendant la Première Guerre mondiale, il réussit à se hisser au grade d'air vice-marshal durant la Seconde Guerre mondiale. En 1914, Peter Drummond s'enrôle dans la Première force impériale australienne et prend part à la campagne de Gallipoli au poste d'auxiliaire sanitaire. Il rejoint la Royal Flying Corps en 1916 et devient as de l'aviation dans le théâtre du Moyen-Orient, exploit pour lequel il est récompensé de la croix militaire ainsi que de l'ordre du Service distingué. En 1918, Peter Drummond est transféré dans la Royal Air Force, récemment établie après la fusion de la Royal Flying Corps et de la Royal Naval Air Service.
Durant l'entre-deux-guerres, Peter Drummond participe aux combats au Soudan, dans le cadre de la révolution égyptienne de 1919. À son retour en Grande-Bretagne, il est nommé officier de l'ordre de l'Empire britannique. Il est par la suite affecté en Australie en détachement auprès de la Royal Australian Air Force (RAAF) en tant que directeur des opérations et du renseignement. De retour en Grande-Bretagne, il est chargé du commandement des bases aériennes de Tangmere et de Northolt. Au début de la Seconde Guerre mondiale, il est promu air commodore et nommé officier adjoint de l'air marshal Arthur Tedder, commandant en chef du Middle East Command. Peter Drummond est nommé compagnon de l'ordre du Bain en 1941 et chevalier de l'ordre du Bain deux ans plus tard. Le gouvernement australien lui propose à deux reprises de prendre le commandement de la RAAF durant la guerre mais la Royal Air Force refuse de le libérer pour occuper ce poste. Peter Drummond meurt dans un accident d'avion en 1945.

## Jeunesse
Peter Drummond naît le 2 juin 1894 à Perth, en Australie-Occidentale. Fils de John Maxwell Drummond, commerçant, et de Caroline Lockhart, il est d'abord enregistré sous le nom de Roy Maxwell Drummond. Ce n'est qu'au cours de ses études au Scotch College qu'il reçoit le surnom de « Peter », prénom qu'il adoptera officiellement en 1943,. Avant de s'engager dans la Force impériale australienne le 10 septembre 1914, il fait ses armes dans les cadets et exerce en tant que commis dans une banque.

## Première Guerre mondiale

### Début de carrière en Australie
Mesurant 172 cm, Peter Drummond est considéré comme trop petit pour servir dans l'infanterie. Il est donc affecté au 2e corps médical de l'armée australienne en tant qu'infirmier. En décembre 1914, lorsque son unité s'embarque pour l'Égypte, il est promu caporal. En avril 1915, il est déployé à Gallipoli, où il sert à bord d'un navire-hôpital, apportant son aide aux chirurgiens lors des opérations sur les blessés. Plus tard dans l'année, il est évacué vers l'Angleterre en raison d'une dysenterie.

### Arrivée au Royaume-Uni et premiers exploits

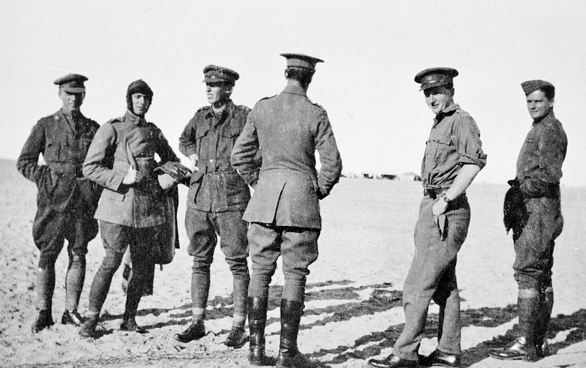
Sur cette photographie de 1916, le lieutenant Peter Drummond se trouve à l'extrême droite, aux côtés du capitaine Ross Macpherson Smith, à l'extrême gauche, et du major Lawrence Wackett, troisième à partir de la gauche. Ils sont entourés d'autres officiers du 1er Escadron de l'Australian Flying Corps (AFC)."

En décembre, il sollicite un transfert au Royal Flying Corps (RFC) et est démobilisé de l'armée australienne en avril 1916. Après avoir suivi une formation de pilote au Royaume-Uni, Peter Drummond obtient le grade temporaire de sous-lieutenant avant d'être affecté en Égypte, au sein du no 2 Squadron, Australian Flying Corps (rebaptisé 67 Squadron RFC par les Britanniques)'.
Au cours de la campagne du Sinaï et de la Palestine, il participe aux assauts aériens précédant la bataille de Magdhaba, qui se déroule le 23 décembre 1916. Il se souvient de ces moments en écrivant : « La veille de la bataille de Magdhaba, notre escadrille, chargée de toutes les bombes que nous pouvions transporter, effectuait une sortie. On ne pouvait rien voir à cause de la fumée qui s'élevait après notre départ... Les Turcs se retiraient constamment, et nous avons pris beaucoup de plaisir à descendre à environ 50 pieds pour les arroser avec nos mitrailleuses ».
Le 20 mars 1917, aux commandes d'un Royal Aircraft Factory B.E.2, Peter Drummond fait partie des deux pilotes qui interceptent des avions ennemis menaçant le lieutenant Frank McNamara, lui-même en train d'escorter un chasseur australien qui a été abbatu. Pour cet acte héroïque, McNamara est décoré de la croix de Victoria.

### Chef d'escadrille
Le 20 avril 1917, Peter Drummond est décoré de la croix militaire pour « bravoure et dévouement remarquables à son devoir », à la suite d'une audacieuse confrontation aux côtés du lieutenant Adrian Cole. Déterminés à protéger la cavalerie alliée d'un bombardement imminent, ils se lancaient dans une bataille acharnée contre six avions ennemis. La reconnaissance de son héroïsme est officialisée dans la London Gazette le 16 août de la même année,. Le 1er mai 1917, Peter Drummond est promu lieutenant à titre temporaire, et plus tard le même mois, il accède au poste de chef d'escadrille au sein du 1er escadron, se voyant en même temps attribuer le grade temporaire de capitaine'. En octobre, il rejoint le 111e escadron de la Royal Flying Corps (RFC) en tant que chef d'escadrille, toujours au grade de capitaine à titre temporaire.
Le 12 décembre, alors qu'il escorte deux avions australiens à bord d'un Bristol F.2 près de Tulkarem, en Palestine, Peter Drummond et son observateur sont repérés par trois éclaireurs Albatros allemands. Avec une détermination sans faille, il attaque et parvient à abattre les trois appareils ennemis, un exploit qui lui vaut l'ordre du Service distingué pour sa « grande compétence et son audace », récompense proclamée le 26 mars 1918,,.

### As de l'aviation
Le 27 mars 1918, toujours dans les environs de Tulkarem, Peter Drummond et un autre pilote interceptent un éclaireur allemand. Tandis que son ailier s'occupe de l'intrus, Peter Drummond, aux commandes de son Nieuport, se retrouve soudainement confronté à six autres avions ennemis. Selon ses propres mots, il parvient à en abattre un et « à faire vriller un autre », avant de rencontrer des problèmes de moteur qui l'obligent à atterrir derrière les lignes ennemies. Cependant, son moteur redémarre, lui permettant de décoller à nouveau avant d'être repéré par les turcs. Il parvient également à prendre le dessus sur quatre autre éclaireurs allemands. Malgré les risques, il est contraint d'atterrir encore trois fois en territoire ennemi, dont une fois dans un camp de cavalerie, où il s'enfuit en emportant une ligne pleine de linge accrochée à son train d'atterrissage. Il parvient à échapper à tous ses poursuivants, sauf un qui réussit à lui tirer dessus. Peter Drummond finit par atterrir sain et sauf derrière les lignes alliées. Pour ces actions « courageuses et réussies », il reçoit une barrette à son ordre du Service distingué le 26 juillet,.
Le 1er avril 1918, le RFC fusionne avec le Royal Naval Air Service pour donner naissance à la Royal Air Force (RAF)'. En juillet 1918, Peter Drummond prend le commandement du no 145 Squadron RAF, qui opère avec des chasseurs Royal Aircraft Factory S.E.5. Il est promu au rang de major par intérim le 2 septembre et achève la guerre en tant qu'as de l'aviation, avec 8 victoires aériennes confirmées''''.

## Durant l'entre-deux-geurre

### Soudan
Peter Drummond reste au sein de la Royal Air Force après la Première Guerre mondiale et prend le commandement du 111e Escadron en 1919. Le 1er août de cette même année, il reçoit sa commission permanente de capitaine par intérim. De janvier à juillet 1920, il est affecté au Soudan, où il participe au système britannique de « contrôle sans occupation », qui privilégie l'usage des aéronefs pour maîtriser les rébellions locales plutôt que le déploiement de troupes au sol. En tant que chef d'escadron par intérim, Peter Drummond est à la tête de l'unité H, qui ne compte alors que deux avions.

### Succès en Grande-Bretagne et retour en Australie
À son retour en Grande-Bretagne, il est honoré du titre d'officier de l'ordre de l'Empire britannique le 22 juillet 1921, en reconnaissance de son « excellent travail » dans des « conditions défavorables ». Il mène avec succès une campagne de reconnaissance et de bombardement contre les membres de la tribu Garjak Nuer, démontrant ainsi son efficacité et sa capacité de meneur d'hommes. En 1922, il intègre le RAF Staff College à Andover, où il approfondit ses connaissances et compétences stratégiques, préparant ainsi sa carrière pour des missions encore plus ambitieuses au sein de la RAF.
Le 1er janvier 1923, Peter Drummond est promu au rang de chef d'escadron et obtient son diplôme d'Andover dans la foulée. La même année, il propose un programme d'échange d'officiers entre la Royal Air Force et la toute nouvelle Force aérienne royale australienne (RAAF). Après avoir été affecté au ministère de l'Air, qui gère à l'époque les affaires de la Royal Air Force, il est détaché auprès de la RAAF en 1925, où il occupe pendant quatre ans le poste de directeur des opérations et du renseignement au quartier général de l'armée de l'air à Melbourne.
Le 17 juillet 1929, il célèbre son mariage avec Isabel Drake-Brockman, cousine du brigadier général Edmund Drake-Brockman, à l'église anglicane St John's de Toorak. Le couple donne naissance à un garçon et deux filles,. En novembre de la même année, Drummond retourne au Royaume-Uni. En 1930, il poursuit ses études à la Royal College of Defence Studies de Londres et atteint le grade de chef d'escadrille le 1er juillet 1931. De novembre 1931 à juin 1933, il prend le commandement de la RAF Tangmere, base militaire consacrée aux avions de chasse. Fort de cette expérience, Peter Drummond consacre trois années supplémentaires à des fonctions au ministère de l'Air. En septembre 1936, il est chargé du commandement de la Station RAF de Northolt. Pendant son mandat à la tête de cette base, il est promu group captain le 1er janvier 1937. En novembre de la même année, il est nommé officier supérieur d'état-major de l'armée de l'air au Middle East Command de la RAF, avec siège au Caire. Il est élevé rang de air commodore le 1er juillet 1939.

## Seconde guerre mondiale

### Air officer commanding adjoint de la RAF
Au début de la Seconde Guerre mondiale, Peter Drummond occupe encore le poste de senior air staff officer de la RAF au Moyen-Orient. Dans les années 1940, il s'engage activement dans les préparatifs de l'opération Pike, un plan anglo-français visant à bombarder les champs pétrolifères du Caucase. À cette époque, l’Union soviétique est perçue comme une alliée de l’Allemagne nazie, à la suite de l’invasion de la Pologne et de la guerre d'hiver. Peter Drummond conduit une délégation à Alep, en Syrie, pour discuter de la défense de la Turquie face à une éventuelle attaque allemande ou russe. Il envisage d'exploiter des avions britanniques à partir des bases françaises situées dans le nord de la Syrie, dans l'éventualité où l'opération Pike est mise en œuvre. Le 19 juin 1940, Peter Drummond est nommé air vice-marshal par intérim, puis air vice-marshal à titre temporaire le 10 janvier de l'année suivante. Le 1er juin 1941, il est promu au grade de air marshal par intérim et désigné air officer commanding adjoint de la RAF au Moyen-Orient, suite au promotion de l'air marshal Arthur Tedder au poste de air officer commanding en chef. Selon le Australian Dictionary of Biography, Arthur Tedder et Peter Drummond sont à l'origine du développement de leur commandement en tant que « force de frappe mobile capable de coopérer pleinement avec les deux autres services de l'armée ». Arthur Tedder souligne par la suite l'importance de la contribution de son adjoint à la victoire alliée en Afrique du Nord. Le biographe d'Arthur Tedder, Vincent Orange, affirme que « L'éminence croissante de Tedder... doit beaucoup au sage et dévoué soutien de Drummond ».

### Commandant en chef au Moyen-Orient
Peter Drummond perçoit le Moyen-Orient comme un enjeu stratégique crucial, qualifiant ce théâtre d'opérations de « bataille pour la conquête des aérodromes ». En effet, la maîtrise des terrains d'atterrissage en Méditerranée confère à un camp un avantage décisif, lui permettant de protéger ses navires tout en menaçant ceux de l'adversaire. Cette vision stratégique souligne l'importance vitale des infrastructures aériennes dans le contexte des conflits de l'époque.
Cependant, cette approche ne fait pas l'unanimité. L'amiral Andrew Cunningham, par exemple, décrit Peter Drummond comme « un homme totalement non coopératif », soulignant ainsi les tensions qui existent entre les différentes branches des forces armées. En revanche, Arthur S. Gould Lee, un des assistants de Peter Drummond, offre une perspective différente en le qualifiant d'« homme rafraîchissant avec qui il est agréable de travailler ». Il le décrit comme quelqu'un d'authentique, sans prétention ni fioritures, alliant sérieux et un sens de l'humour presque irrévérencieux, comparable à celui d'Arthur Tedder.
La reconnaissance de ses contributions ne tarde pas à arriver. Peter Drummond est nommé compagnon de l'ordre du Bain le 24 septembre 1941, en hommage aux services distingués qu'il rend dans les commandements opérationnels de la Royal Air Force entre le 1er octobre 1940 et le 31 mars 1941. De plus, son grade temporaire de air vice-marshal est officialisé le 14 avril 1942, consolidant ainsi son statut au sein des forces armées britanniques.

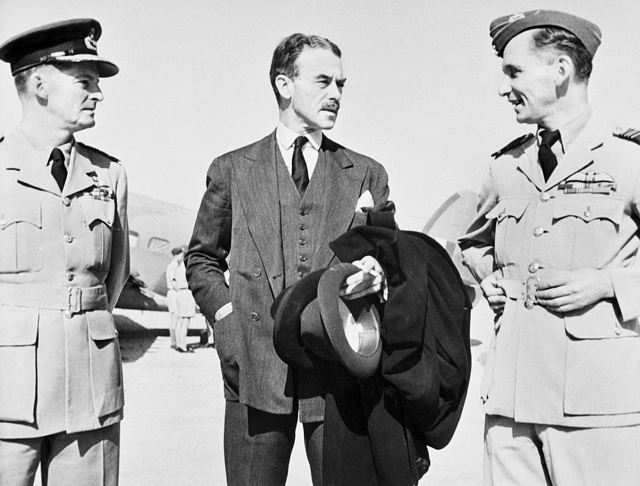
Le air vice-marshal Peter Drummond (à gauche) avec le diplomate australien Richard Casey (au centre) et le air marshal Arthur Tedder (à droite), en mai 1942.

Au début de l'année 1942, le gouvernement australien entreprend des démarches pour recruter le brigadier général Peter Drummond au poste de chef d'état-major de la Royal Australian Air Force (RAAF). Ce poste devient vacant à la suite du départ du air chief marshal Charles Stuart Burnett, de la Royal Air Force, dont le mandat de deux ans arrive à son terme. Dans un câble daté du 5 février, le haut-commissaire australien au Royaume-Uni, Stanley Bruce, recommande Peter Drummond au Premier ministre John Curtin, soulignant ses qualifications pour ce rôle clé. Bien que le gouvernement britannique donne initialement son accord au projet, le ministère de l'Air britannique finit par refuser de libérer Peter Drummond de ses fonctions au Moyen-Orient. Cette décision est motivée par la volonté de ne pas perturber la chaîne de commandement dans cette région stratégique, ainsi que par un scepticisme quant à la capacité de Drummond à tirer pleinement parti de ses compétences dans un rôle principalement administratif, tel que celui de chef d'état-major. Par ailleurs, Drummond lui-même semble hésitant à accepter cette nomination, préoccupé par les tensions potentielles entre le quartier général de la RAAF et celui de l'Allied Air Force, qui opère dans la zone du Pacifique Sud-Ouest.
Charles Burnett recommande son adjoint, le air vice-marshal William Bostock, pour le poste de Chef d'état-major de la Force aérienne. Cependant, en mai 1942, ce poste est attribué à l'air commodore par intérim George Jones. William Bostock devient ensuite air officer commanding du RAAF Command, la principale organisation opérationnelle de l'Australie sous le commandement du South West Pacific Area (SWPA).
Un conflit persistant entre George Jones, désormais promu air vice-marshal, et William Bostock conduit, en avril 1943, à la décision de recruter un officier supérieur pour diriger la RAAF dans le cadre d'une structure de commandement unifiée. Le gouvernement australien se tourne alors de nouveau vers Peter Drummond. Bien qu'il exprime sa volonté de servir en Australie, le ministère de l'Air refuse une fois de plus de le libérer, l'ayant sélectionné pour un siège au Air Council en tant que air member for training,.
Au cours de la Seconde Guerre mondiale, Peter Drummond reçoit deux citations militaires pour son service, d'abord le 11 juin 1942, puis le 19 septembre 1946, en reconnaissance de ses qualités en tant que senior air staff officer de la RAF au Moyen-Orient entre 1940 et 1941.

## Les dernières années

### Dernières affectations
Peter Drummond prend la relève de l'air marshal Guy Garrod en tant que air member for training le 27 avril 1943. Il est promu au rang de air marshal à titre temporaire le 1er juin 1943 et nommé chevalier commandeur de l'ordre du Bain lors des Birthday Honours, le lendemain,. Dans le cadre de ses fonctions au Air Council, Peter Drummond est chargé de l'administration du Plan d'entraînement aérien du Commonwealth britannique et, par conséquent, il se voit contraint de gérer la surabondance d'équipages navigants qui se manifeste en 1944. Il est persuadé que seule une série de pertes significatives lors de la prochaine invasion de l'Europe de l'ouest, alors sous occupation allemande, pourra conduire à une résolution de cette situation.
Fervent défenseur d'une coopération étroite entre la Royal Air Force et les forces aériennes du Commonwealth, Peter Drummond exprime son engagement à plusieurs reprises. L'Adelaide Advertiser rapporte ainsi ses propos : « Quand je me rends à mon bureau de Londres, je m'efforce de passer devant le Boomerang Club d'Australia House, simplement pour le plaisir et la satisfaction d'échanger un salut et une « bonne journée » avec certains des membres du meilleur équipage aérien au monde : la Royal Australian Air Force ». Cette citation témoigne de son dévouement aux relations interalliées et de sa reconnaissance du rôle essentiel joué par les forces aériennes du Commonwealth dans l'effort de guerre.

### Disparition et postérité

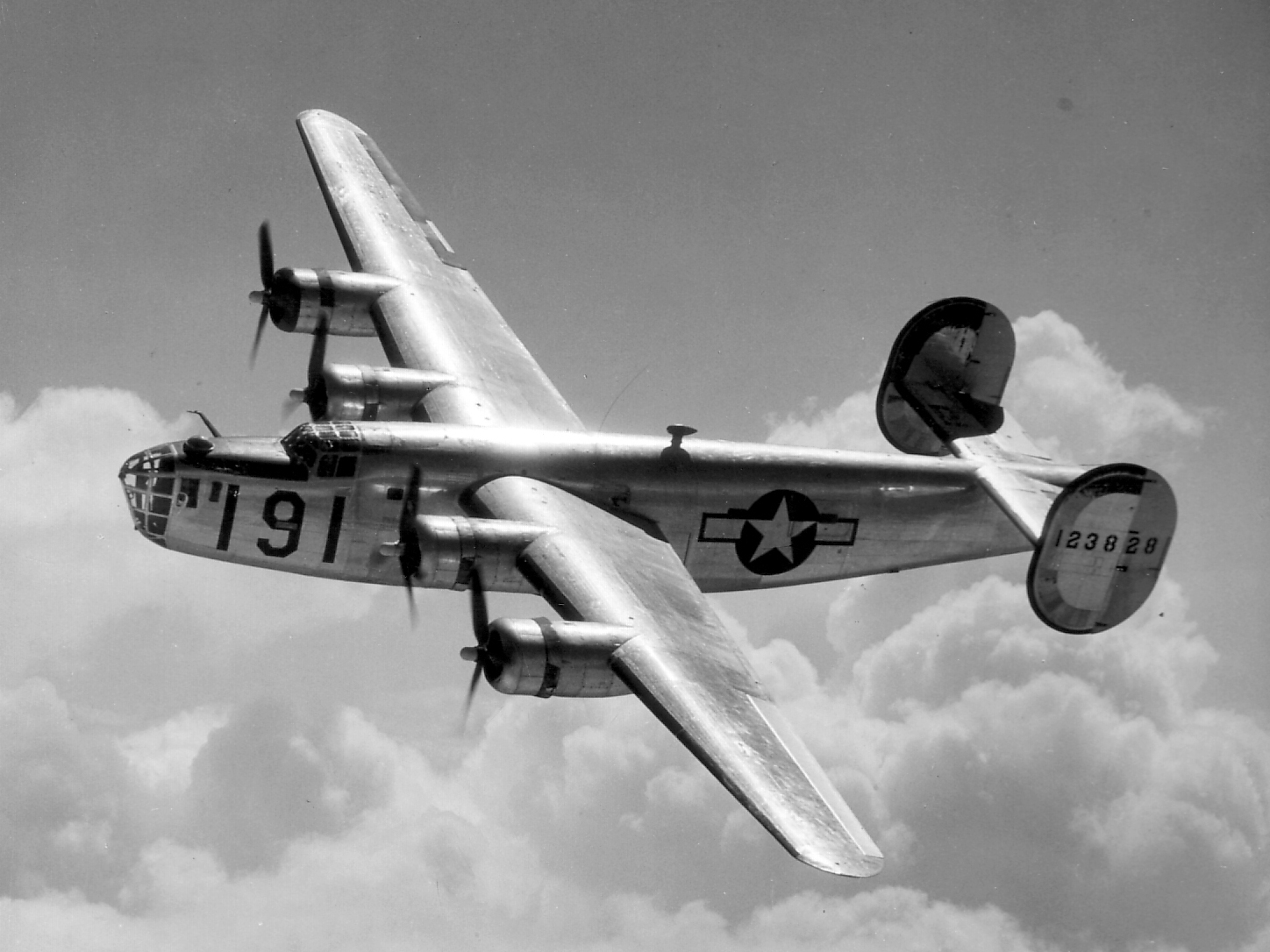
Un Consolidated B-24 Liberator, semblable à celui dans lequel Peter Drummond a tragiquement perdu la vie.

Le 27 mars 1945, Peter Drummond se rend au Canada, accompagné d'autres dignitaires des Forces aériennes, pour participer à une cérémonie commémorant la clôture d'un programme d'entraînement de l'armée de l'air. L'avion qui transporte le petit groupe, un Consolidated B-24 Liberator surnommé « Commando » et qui avait autrefois été le moyen de transport personnel de Winston Churchill, s'écrase en mer près des Açores. Tous les passagers à bord sont déclarés décédés,.
La terrible nouvelle est communiquée à la veuve de Peter Drummond par Frank McNamara, air vice-marshal au sein de la RAAF et ami proche de Peter Drummond. En conséquence, l'air vice-marshal Roderic Hill est désigné pour lui succéder en tant que air member for training. Cet événement constitue une perte considérable pour le monde de l'aviation de l'époque et laisse un vide au sein de la communauté aéronautique.
Peter Drummond laisse derrière lui sa femme et trois enfants. Un service commémoratif en hommage aux victimes du vol des Açores se tient à St Martin-in-the-Fields le 8 mai 1945,. Aujourd'hui, Peter Drummond est commémoré sur le panneau 264 de l'Air Forces Memorial, situé dans le Surrey, un lieu de mémoire dédié aux membres de la Royal Air Force disparus en service.